# Zygmunt Dudziński

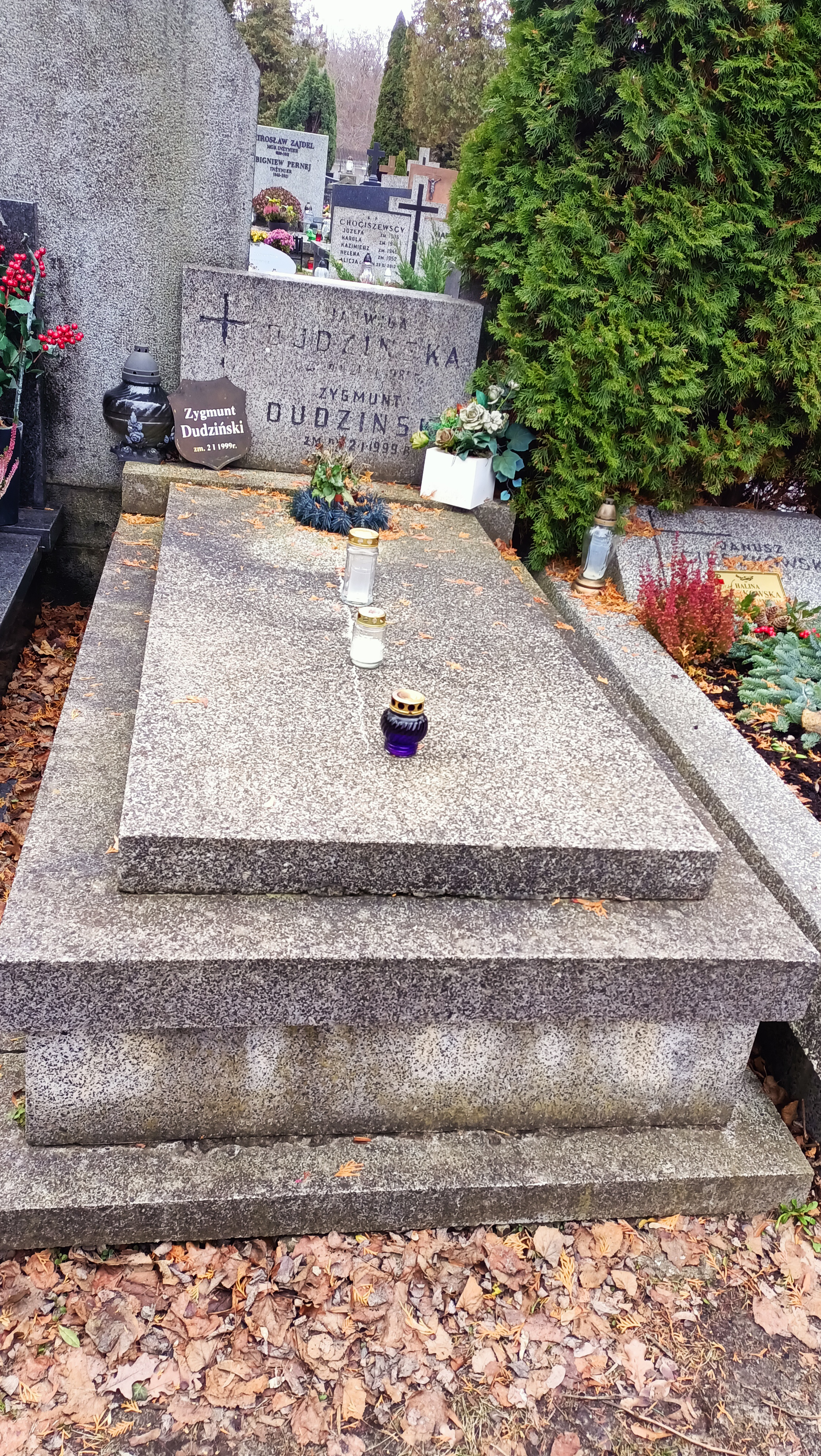
Grób Zygmunta Dudzińskiego na Cmentarzu Wojskowym na Powązkach

Zygmunt Dudziński (ur. 8 sierpnia 1916 w Kolbuszowej, zm. 2 stycznia 1999) – polski działacz partyjny i państwowy, księgowy, wiceprzewodniczący Komitetu Pracy i Płac (1964–1972), podsekretarz stanu w Ministerstwie Pracy, Płac i Spraw Socjalnych (1972–1980).

## Życiorys
Syn Władysława. Przed wojną pracował jako księgowy w zakładach pracy w Białej, Nisku i Stalowej Woli. W trakcie wojny pracował w Nisku jako robotnik w cegielni i księgowy referatu finansowego Zarządu Miejskiego. Od 1944 do 1945 odbywał służbę wojskową. Później pracował w Chorzowskim Zjednoczeniu Przemysłu Węglowego i Zarządzie Przemysłu Chemicznego w Gliwicach, od 1949 do 1950 wykładał w Wyższej Szkole Ekonomicznej w Katowicach.
Od 1947 członek Polskiej Partii Socjalistycznej, z którą w kolejnym roku dołączył do Polskiej Zjednoczonej Partii Robotniczej. Został wicedyrektorem departamentu księgowości (1951–1953) oraz dyrektorem departamentu zatrudnienia (1953–1960) w Ministerstwie Przemysłu Chemicznego. Pracował następnie w Komitecie Pracy i Płac, gdzie był dyrektorem generalnym (1960–1964) i zastępcą przewodniczącego (1964–1972). Po przekształceniu tej instytucji od maja 1972 do listopada 1980 był podsekretarzem stanu w Ministerstwie Pracy, Płac i Spraw Socjalnych (od czerwca 1973 w randzie pierwszego zastępcy ministra).
Został pochowany na Cmentarzu Wojskowym na Powązkach.

## Odznaczenia
- Krzyż Komandorski Orderu Odrodzenia Polski (1969)[5]